# 広岡隆
広岡 隆（ひろおか たかし、1926年6月29日 - 2009年）は、日本の法学者。専門は、行政法・行政代執行。

## 略歴
大阪府河南町生まれ。1949年京都帝国大学法学部卒。1962年「行政上の強制執行の研究」で、京都大学より法学博士の学位を授与される。
大阪学芸大学助教授、関西大学法学部助教授、関西学院大学法学部助教授、教授、96年定年、名誉教授、関西外国語大学教授。『アメリカ現代詩におけるホイットマン像』の著者、廣岡實は実弟。

## 著書
- 『[行政上の強制執行の研究 行政上の強制執行の研究]』法律文化社 1961
- 『行政代執行法』有斐閣双書 1970
- 『行政法総論』ミネルヴァ書房 法律学全書 1973
- 『行政強制と仮の救済』有斐閣 関西学院大学研究叢書 1977
- 『短剣と菊の花』嵯峨野書院 1984
- 『行政法閑談』ミネルヴァ書房 1986
- 『判例・建築基準法』有斐閣 1990
- 『公物法の理論』ミネルヴァ書房 1991
- 『法と社会』ミネルヴァ書房 1995
- 『国際関係論 歴史的視点から』ミネルヴァ書房 1996
- 『欧州統合の法秩序と司法統制 欧州諸共同体司法裁判所の裁判を中心として』ミネルヴァ書房 1998

### 共編著
- 『法学綱要』今井直重共著 三和書房 1956
- 『憲法要説』今井直重共著 三和書房 1959
- 『行政法の基礎知識』杉村敏正、園部逸夫共著 有斐閣双書 1966
- 『行政法判例』室井力、塩野宏共編 有斐閣双書 1971
- 『法学演習講座 12 行政法 重要問題と解説』金子芳雄、山本徳栄共編 法学書院 1974-75
- 『ワークブック行政法 質問と解答』市原昌三郎、外間寛共編 有斐閣選書 1976
- 『行政法学の基礎知識』全2巻 共編 有斐閣ブックス 1978
- 『法と現代生活』土居靖美共編 法律文化社 1980